# Axel Broman
Jacob Gabriel Axel Broman, född 18 augusti 1825 i Söderköping, Östergötlands län, död 16 november 1909 i Skärkinds församling, Östergötlands län, var en svensk präst.

## Biografi
Axel Broman föddes 1825 i Söderköping. Han var son till kyrkoherden Anders Jacob Broman i Skärkinds församling. Broman studerade i Linköping och blev höstterminen 1843 student vid Uppsala universitet. Han avlade filosofie magisterexamen 16 juni 1851 och teologi kandidatexamen 17 oktober 1856. Broman blev 29 maj 1859 docent i kyrkohistoria vid Uppsala universitet och prästvigdes 10 oktober samma år. Han avlade pastoralexamen 31 augusti 1859 och blev lektor i teologi vid Örebro lärverk 4 november 1859, tillträde direkt. Den 15 maj 1861 blev han lektor i teologi och hebreiska vid Katedralskolan, Linköping, samt kyrkoherde i Landeryds församling, tillträde direkt. Broman blev 14 januari 1876 kyrkoherde i Skärkinds församling, tillträde 1877 och var från 18 december 1878 till 1 juli 1908 kontraktsprost i Skärkinds kontrakt. Han avled 1909 i Skärkinds församling.

### Familj
Broman gifte sig 12 oktober 1864 med Eva Sophia Marianne Du Rietz (1843–1901). Hon var dotter till majoren Johan Axel Du rietz och Julie Constance Arnell. De fick tillsammans barnen Anna Julia Broman (född 1868), Johan Jakob Gabriel Broman (1870–1873), Seth Axel Broman (1875–1875), Ebba Mariana Broman (född 1877) som var gift med rektorn Arvid Westling i Göteborg.